# سینمای مالزی

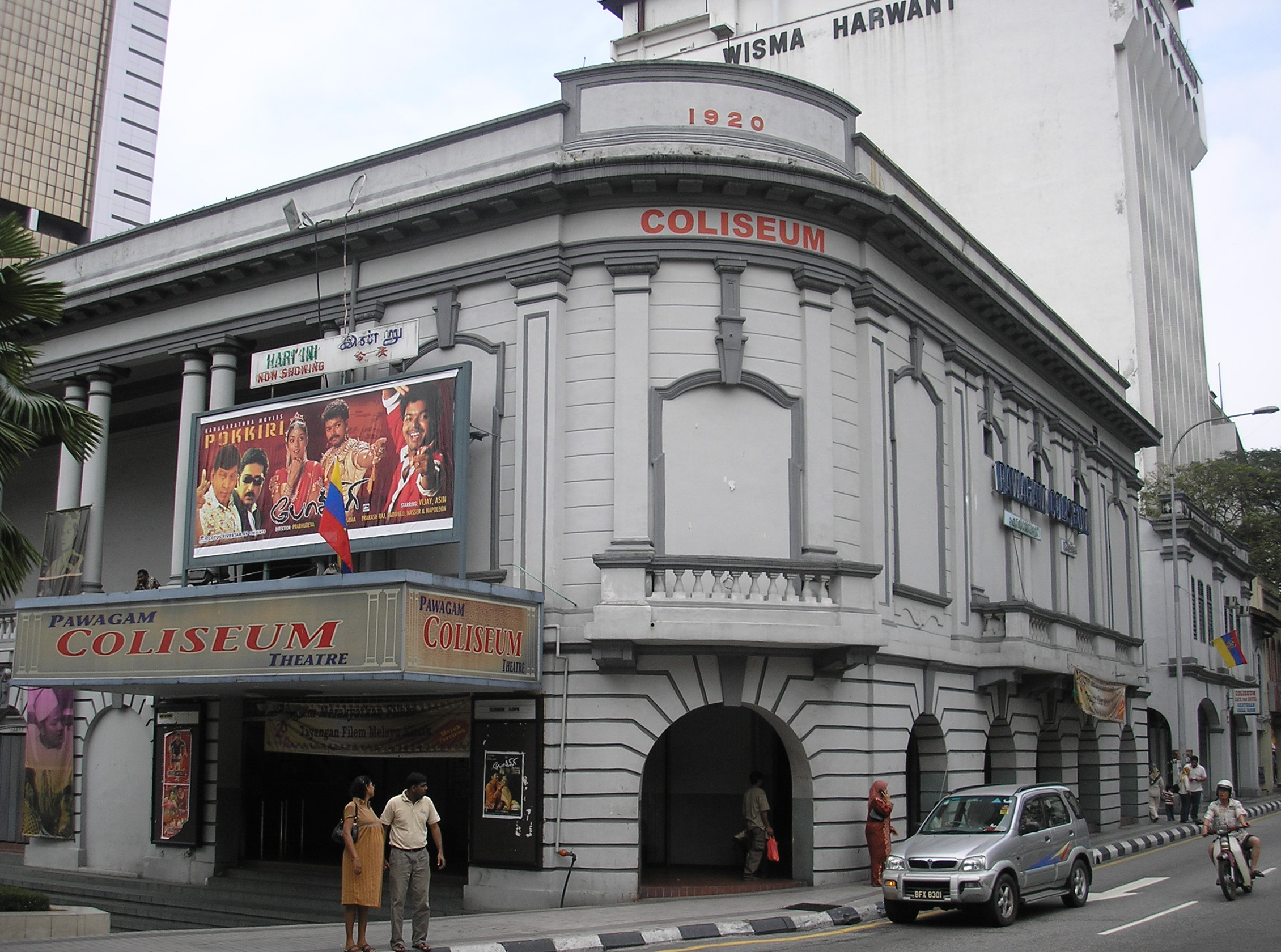
سینما کالیسیم (سینما بزرگ) قدیمی‌ترین سالن سینمای مالزی واقع در کوالالامپور که از سال ۱۹۱۰ تاکنون برقرار است.

سینمای مالزی به صنعت فیلم‌سازی در مالزی و تولید فیلم بلند در این کشور که به زبان‌های انگلیسی، تامیلی، مالایی، ماندارین و کانتونی تهیه شده، اشاره دارد. صنعت فیلم مالزی در رقابت با سینماهای منطقه مانند اندونزی، تایلند ،فیلیپین، هند و حتی سینمای بنگلادش بضاعت آنچنانی ندارد، زیرا هم از نظر بدنه سینمایی و هم از منظر مالی و کیفیت استاندارد با فیلم‌های این کشورها بسیار فاصله دارد.

## پیشینه
اولین فیلم بلند سینمای مالزی توسط بی اس ریجهان در سال ۱۹۳۳ و با نام لیلی و مجنون که از اثر کلاسیک ایرانی اقتباس شده بود ساخته شد. بازیگران این فیلم از یک گروه اپرای محلی سنگاپوری تشکیل شده بودند و تهیه‌کننده فیلم نیز ۲ برادر هنگ کنگی به نام‌های ران ران و ران می شاو بودند که در سال ۱۹۳۷ تجهیزات فنی سینما را از طریق بندر شانگهای به کوالالامپور وارد کردند. شرکت آن‌ها به نام آمپاس استودیو تا سال ۱۹۴۱ و قبل از حمله ژاپن به مالزی، ۵ فیلم به زبان مالایایی تولید کرد.
در دوران اشغال مالزی توسط ژاپن که تا ۱۹۴۵ به طول انجامید، آنچه که سینمای مالایی نامیده می‌شد یکسره به نابودی کشیده شد. در عوض فیلم‌های ژاپنی با مضامین غیراخلاقی که پیش از این هرگز در مالزی رواج نداشت به‌طور وسیع نمایش داده می‌شد.

## توسعه و افول پس از جنگ (۱۹۴۵–۱۹۷۵)[۵]
۲ سال پس از پایان جنگ جهانی دوم، برادران شاو در سال۱۹۴۷ با فیلمی به کارگردانی ریجهان به نام سنگاپور توسط شب با بازی سیپوت ساراواک دوباره سینمای مالزی را در دست گرفتند. سنگاپور توسط شب با اکران‌های مداوم به موفقیت خوبی دست پیدا کرد.
در سال ۱۹۴۸ پ. رمله با نام اصلی تاوکو زکریا تاوکو که بعدها به افسانه زنده دنیای فیلم مالایی تبدیل شد، اولین فیلم خود به نام عشق را ساخت. استعدادهای بی‌نظیر او در آهنگسازی و خوانندگی در کنار بازیگری و کارگردانی باعث برجستگی و محبوبیت وی شد. فیلم‌های اولیه پ. رمله به تبع تاثیرپذیری از سینمای هند صحنه‌های رقص و آواز فراوان داشتند.
عمده فیلم‌های مالزیایی در این دوران به زبان مالایایی ساخته شدند. اما سینمای مالزی هرگز نتوانست با اتکا به بخش خصوصی نظیر برادران شاو دوام بیاورد. در سال ۱۹۶۱ سرانجام دولت وقت مالزی به دستور پادشاه وقت تکه زمینی بزرگ را برای احداث استودیو و شهر سینمایی و همچنین شرکت سینمایی ملی اختصاص داد.

## فیلم‌هایی که تمام یا بخشی از آن در مالزی فیلم‌برداری شدند
- ببر کاغذی (۱۹۷۵)

- آذرخش (۱۹۹۵)
- آنا و شاه (۱۹۹۹)
- تله‌گذاری (۱۹۹۹)
- خاطرات (۲۰۰۱)
- یک به‌علاوه دو می‌شه چهار (۲۰۰۱)
- بیگانه (۲۰۰۵)

آسیایی‌های خرپول ۲۰۱۸

- دان: تعقیب دوباره آغاز می‌شود (۲۰۰۶)
- بیلا (۲۰۰۷)
- شهوت، احتیاط (۲۰۰۷)
- خالق (۲۰۰۷)
- بیلا (۲۰۰۹)
- بازی منصفانه (۲۰۱۰)
- پرتقال (۲۰۱۰)
- مکانیک: رستاخیز (۲۰۱۱)
- دان۲: تعقیب ادامه می‌یابد (۲۰۱۱)
- بلک‌هت (۲۰۱۵)
- روی (۲۰۱۵)
- قضیه بودار است (۲۰۱۵)
- کابالی (۲۰۱۶)
- سینگام ۳ (۲۰۱۷)
- آسیایی‌های خرپول (۲۰۱۸)

## سینمای مدرن مالزی

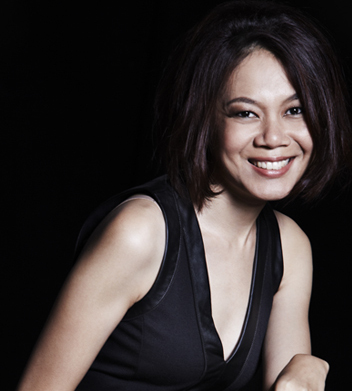
لو گای یوئن کارگردان و تهیه‌کننده مالزیایی

در سال ۱۹۸۱ تأسیس شرکت ملی توسعه فیلمهای مالزی (FINAS) تأسیس شد در در نتیجه، در حال حاضر بیش از ۳۰۰ شرکت فیلمسازی در FINAS ثبت شده‌اند. جدای از این آسترو، Astro شرکت رسانه‌های گروهی مالزیایی است، که در زمینه فیلم‌سازی، مدیریت کانال‌های تلویزیونی، ارائه سرویس‌های تلویزیون پولی، چاپ و نشر مجلات، پویانمایی رایانه‌ای، خدمات رادیو و تلویزیون ماهواره‌ای فعالیت می‌نماید. شرکت آسترو در سال ۱۹۹۶ راه‌اندازی شد و در حال حاضر دارای عملیات در منطقه آسیای جنوب شرقی می‌باشد و بعنوان بزرگترین ارائه‌دهنده خدمات رادیو و تلویزیون در مالزی، شناخته می‌شود.
در دهه اخیر فیلم‌های مالزیایی دست‌آوردهای جهانی نیز داشته‌اند. در سال ۲۰۰۷ فیلم عشق همه چیز را تسخیر می‌کند به کارگردانی تان چیو مویی در ۳۶امین جشنواره بین‌المللی فیلم روتردام برنده جایزه ببر طلایی شد. این موفقیت سال بعد نیز در همین جشنواره با فیلم گل در جیب به کارگردانی لیو سنگ تات به دست آمد.

## جشنواره‌ها
جشنواره فیلم مالزی (Festival Filem Malaysia که با نام اختصاری FFM هم شناخته می‌شود) نام یک جایزه سینمایی در کشور مالزی است که توسط «انجمن روزنامه‌نگاران واحد سرگرمی مالزی» در سال ۱۹۸۰ میلادی پایه‌گذاری شد و از آن هنگام تاکنون، به برترین‌های صنعت سینما در این کشور اهدا می‌شود. در مالزی فستیوال‌های فیلم عمدتاً تحت تأثیر دیگر فستیوال‌های سنتی قرار گرفته‌اند با این همه از سال ۲۰۰۷ فستیوال فیلم محیط زیست کوالالامپور در این شهر برگزار می‌شود.

## آمار و ارقام
در مالزی بیش از ۱۰۰۰ سالن سینما وجود دارد. تولید سالانه فیلم بلند ۶۰ عدد و جمعیت سینما روی آن ۷۶ میلیون نفر برآورد شده‌است. یکی گرانترین فیلم این سینما پاسکال (۲۰۱۸) می‌باشد.